# Stari župni dvor u Starom Čiču
Stari župni dvor u Starom Čiču, građevina u mjestu Staro Čiče i gradu Velika Gorica, zaštićeno kulturno dobro.

## Opis
Povijesna lokacija župne crkve sv. Jurja i stari župni dvor nalaze se u jugoistočnom dijelu naselja Staro Čiče. Župna crkva se prvi put spominje 1334. te će egzistirati sve do 19. stoljeća kada će postati područnom kapelom i s vremenom ruševinom. Na njezinom je mjestu 1969. sagrađena spomen – kapelica sv. Jurja. U neposrednoj blizini nalazi se drveni župni dvor sagrađen 1831. To je jednokatnica pokrivena dvostrešnim krovištem. Prostorije su organizirane unutar pravokutne tlocrtne osnove. Stropnu konstrukciju čini drveni grednik ožbukanog podgleda. Jedini je sačuvani drveni objekt te vrste u Turopolju te je zajedno sa župnom crkvom nekoć predstavljao sakralno žarište naselja.

## Zaštita
Pod oznakom Z-4250 zaveden je kao nepokretno kulturno dobro - pojedinačno, pravna statusa zaštićena kulturnog dobra, klasificirano kao "sakralna graditeljska baština".